# Thiendorf
Thiendorf es un municipio situado en el distrito de Meißen, en el estado federado de Sajonia (Alemania). Tiene una población estimada, a mediados de 2024, de 3874 habitantes.